# Siratoba sira
Siratoba sira là một loài nhện trong họ Uloboridae.
Loài này thuộc chi Siratoba. Siratoba sira được miêu tả năm 1979 bởi Opell.